# Sant'Alessandro (Brescia)
Sant'Alessandro è stato un comune sparso della provincia di Brescia, soppresso e annesso al capoluogo nel 1880.

## Geografia fisica
La parte meridionale del territorio era pianeggiante, mentre parte di quella nord-est era il declivio del Monte Maddalena.
L'area è oggi occupata dai quartieri di: Porta Cremona-Volta, Porta Venezia e San Polo.

## Origine del nome
Il toponimo deriva dalla Porta Sant'Alessandro, dal 1896 piazzale Cremona, accesso meridionale alla cerchia muraria di Brescia in direzione di Cremona. A sua volta, la Porta prendeva il nome dallo storico quartiere del centro cittadino, ora parzialmente suddiviso fra i quartieri di Brescia Antica e Centro Storico Sud, e dalla parrocchia di Sant'Alessandro.

## Storia
Facente parte dei corpisanti o chiusure di Brescia, fu istituito come comune autonomo nel 1816 con la notifica 12 febbraio del governo del Regno Lombardo-Veneto. La sede comunale sorgeva presso la trattoria del Rebuffone, poi sostituita da un edificio scolastico
Negli anni Settanta dell'Ottocento, il comune di Brescia volle aggregarsi i cinque comuni extramurari, per ragioni fiscali. A Sant'Alessandro ci furono delle resistenze che portarono alla disaggregazione delle cascine Caselle, Pontevica e San Bartolomeo che, con Regio Decreto 6 luglio 1879, n. 4992, furono assegnate al comune di San Zeno Naviglio. Il processo di aggregazione al capoluogo fu completato il 30 giugno 1880, secondo quanto predisposto dal Regio Decreto 10 giugno 1880, n. 5489.

## Amministrazione
| Periodo | Periodo | Primo cittadino | Partito | Carica            | Note   |
| ------- | ------- | --------------- | ------- | ----------------- | ------ |
| 1860    | 1863    | Angelo Mensi    |         | Sindaco           | [ 6 ]  |
| 1863    | 1868    | Pietro Pedrali  |         | Sindaco           | [ 7 ]  |
| 1868    | 1869    | Santo Albertini |         | Sindaco           | [ 8 ]  |
| 1869    | 1872    | Angelo Mensi    |         | Sindaco           | [ 9 ]  |
| 1872    | 1876    | Fausto Ducos    |         | Sindaco           | [ 10 ] |
| 1876    | 1878    |                 |         | Assessore anziano | [ 11 ] |
| 1878    | 1880    | Paolo Ventura   |         | Sindaco           | [ 12 ] |